# Richard von Mises

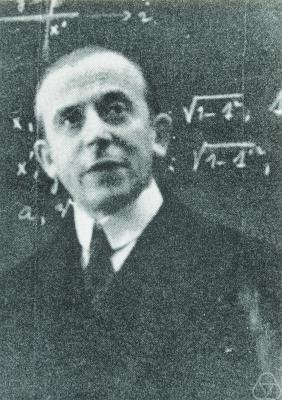
Richard von Mises.

Richard von Mises, född den 19 april 1883 i Lemberg i Österrike-Ungern, död den 14 juli 1953 i Boston, var en österrikisk matematiker, fysiker och vetenskapsfilosof och var en av de ursprungliga medlemmarna i Wienkretsen. von Mises gjorde betydande insatser inom hållfasthetslära, aerodynamik och strömningsmekanik. Han var bror till ekonomen Ludwig von Mises.
von Mises, som var professor i matematik i Strassburg 1908-1918, i Dresden 1919 och i Berlin 1920-33, blev först känd för sina undersökningar om sannolikhetsbegreppet, som han försökte analysera frekvensteoretiskt. Han har även gjort insatser inom logik, numerisk analys och statistik.
Under första världskriget tjänstgjorde von Mises vid det österrikisk-ungerska flygvapnet och konstruerade där landets första stridsflygplan.
Efter Tysklands annektering av Österrike i mars 1938, flydde von Mises till Istanbul i Turkiet och kom 1939 till USA, där han 1945 utnämndes till professor i aerodynamik och tillämpad matematik vid Harvard University. 
År 1946 blev von Mises amerikansk medborgare. Han var sedan 1943 gift med matematikern Hilda Geiringer, som hade tvingats lämna sin tjänst i Dresden 1933 och därefter fungerade som hans assistent.
Under sin tid i Istanbul upprätthöll von Mises nära kontakt med Philipp Frank i frågor rörande logisk positivism. Hans litterära intressen omfattade bland andra Robert Musil och Rainer Maria Rilke, över vilken han utgav en bibliografi.